# Kompoloi

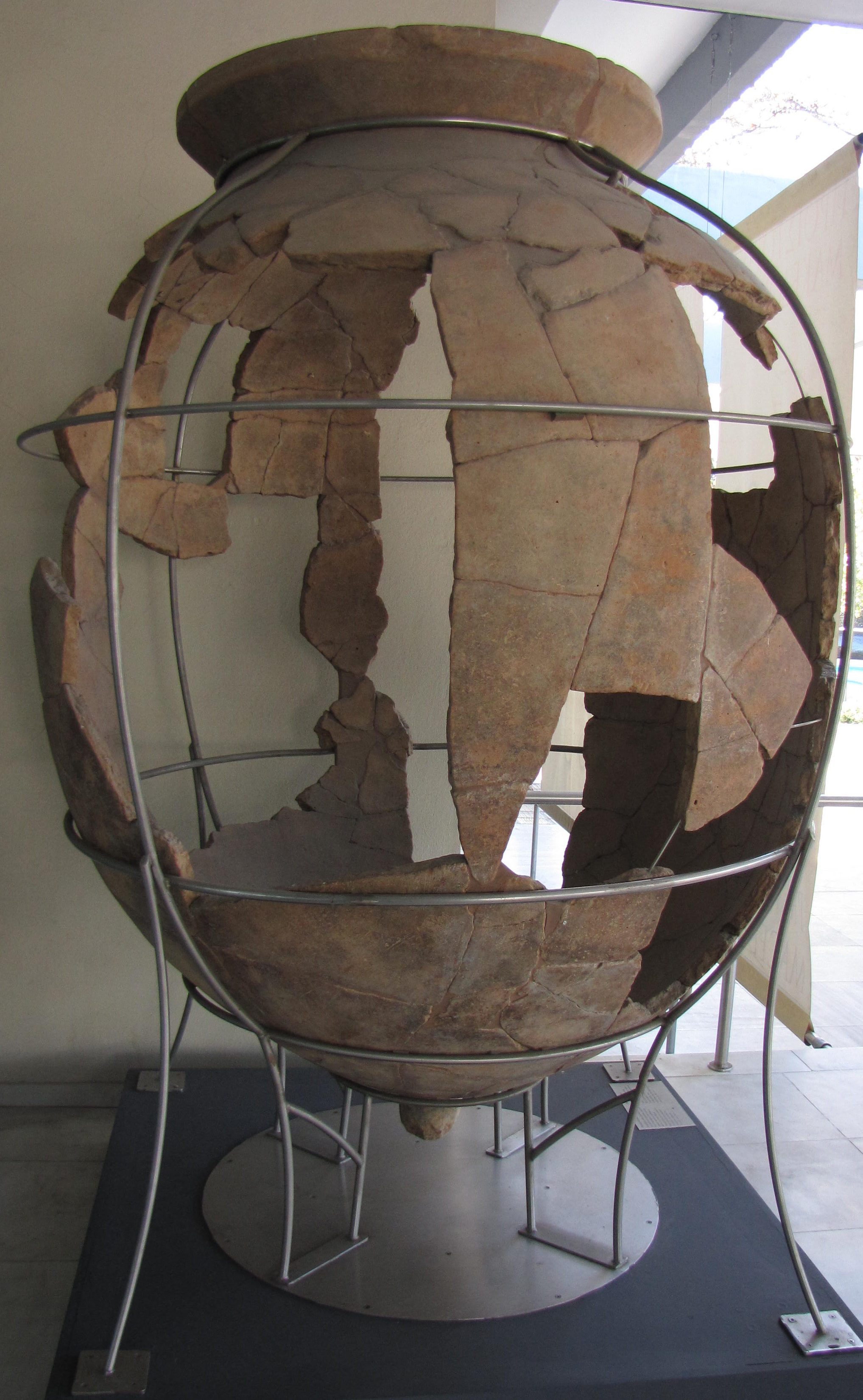
Pithos von Kompoloi, Archäologisches Museum Thessaloniki

Kompoloi (altgriechisch Κομπολόι, neugriechische Aussprache Komboloi [kɔ(m)bɔˈlɔi]) ist ein antikes Weingut aus dem 4. Jahrhundert v. Chr. in der Ebene von Leibethra. Im Jahr 1997 begannen dort archäologische  Grabungsarbeiten, die (mit Unterbrechungen) bis zum Oktober 2000 dauerten.

## Lage
Die Grabungsstätte liegt zirka 500 Meter östlich der Nationalstraße A 1 (E 75) und 700 Meter westlich der Küstenlinie von Skotina.

## Die Anlage
Das Gebäude wurde von der Mitte des 4. Jahrhunderts v. Chr. bis zum Beginn des 3. Jahrhunderts v. Chr. genutzt; es wurde durch ein Feuer zerstört und von seinen Bewohnern verlassen. Es wurde auf einem bereits bestehenden Weinberg erbaut. Zwei Gebäude, ein Wohnhaus und ein Bauernhaus, standen an einem zentralen Hof; im Norden und Süden gab es weitere Bauten. Die Gebäude hatten 17 Zimmer. Im Osten wurde ein Keller freigelegt, dessen Fundamente vermutlich einen Turm trugen. Neben dem südlichen Eingang lagen ein Brunnen und ein Ofen.

## Die Funde

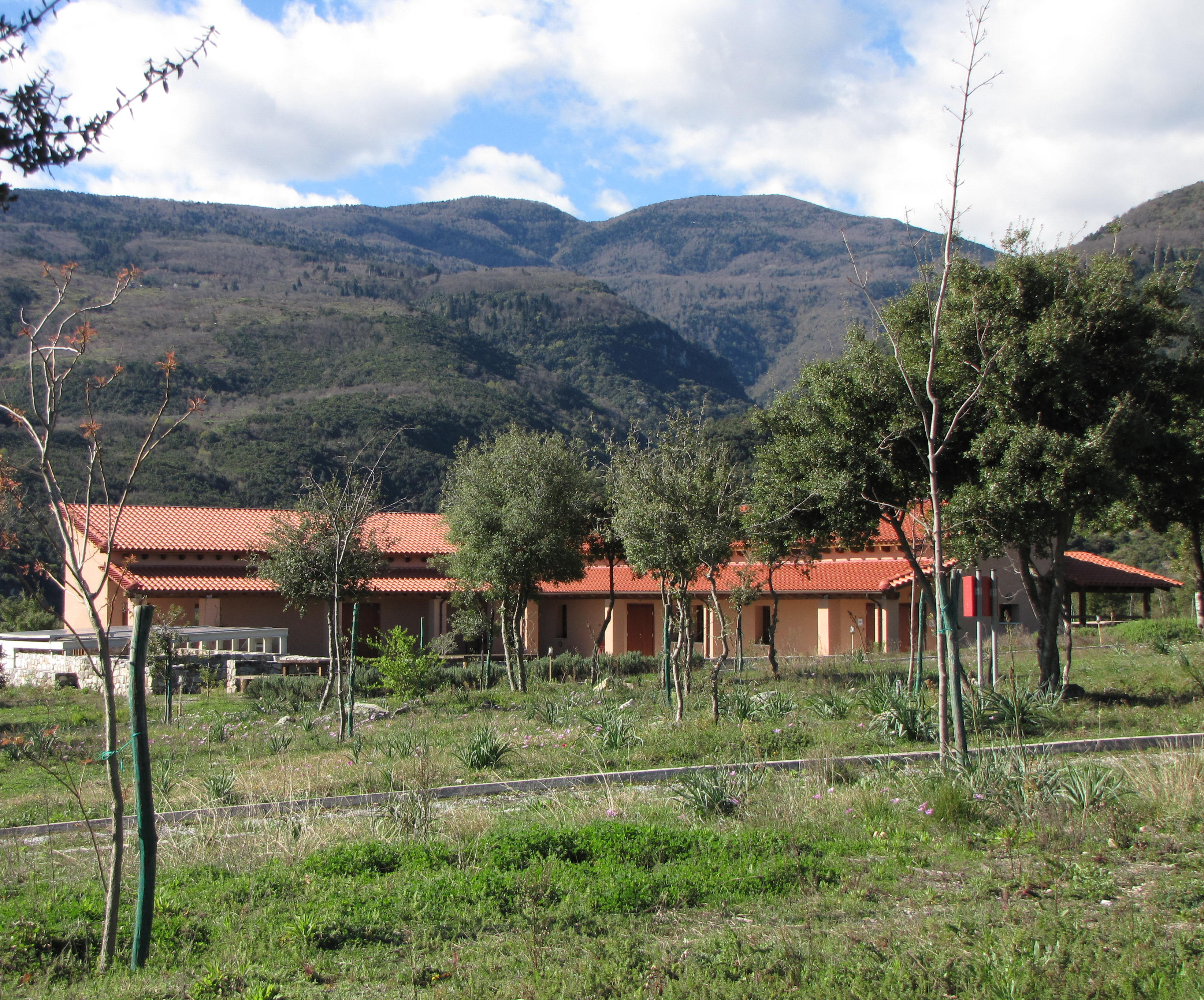
Kompoloi, Nachbau des antiken Weinguts im Themenpark von Leibethra

Tongefäße, in denen der Wein gelagert wurde, waren in die Erde eingegraben. Insgesamt wurden 32 dieser Gefäße gefunden. Sie hatten eine beachtliche Größe, Die Höhe betrug 2,15 Meter, der Durchmesser 1,60 Meter, das Material war drei bis vier Zentimeter stark. Das Fassungsvermögen lag bei fast 2000 Litern. Einer dieser Pithoi (Πίθουι) genannten Behälter ist im archäologischen Museum von Thessaloniki ausgestellt. Weiterhin wurden Bleiklammern zur Reparatur der Gefäße, tönerne Deckel, Traubenkerne und Harz gefunden.

## Der Weinanbau
Archäobotanische Untersuchungen ergaben, dass schon im 4. Jahrtausend v. Chr. im mittleren Osten Wein kultiviert wurde. Etwas später wurde Wein in Thrakien angebaut und erreichte von dort den Olymp. Geerntet wurde ab Ende August. Die Trauben wurden gepresst und der Most in die Pithoi gefüllt. Mindestens alle 36 Tage wurden die Behälter geöffnet und der Inhalt kontrolliert. Am ersten Tag der Anthesteria, eines Festes zu Ehren des Gottes Dionysos, wurden die Tongefäße letztendlich geöffnet und der Wein konnte getrunken werden.